# 日本基督教团神户荣光教会
34°41′30″N 135°11′05″E / 34.69167°N 135.18472°E

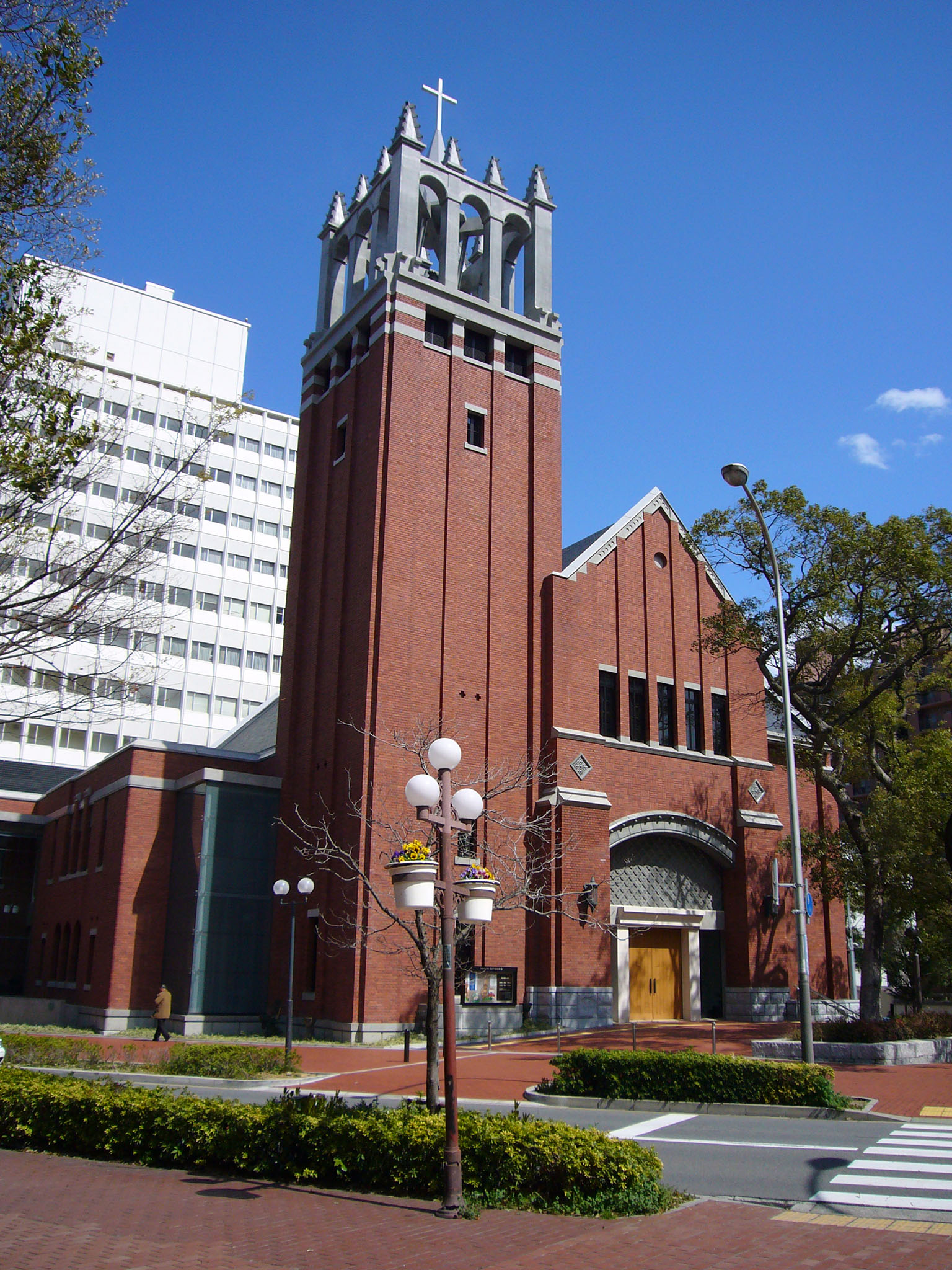
神戸荣光教会

日本基督教团神户荣光教会（日语：日本基督教団神戸栄光教会）位于兵库县神户市中央区下山手通，毗邻兵库县公館，是一座哥特式风格的红砖教堂。1922年建成，历时十年，是日本教堂建筑的代表。钟楼高40m，一直被称为神户市的象征。在1995年阪神大地震中倒塌后，又于2004年10月按原样重建，并列为景観形成重要建造物。